# Convocazioni al campionato mondiale maschile di pallavolo 2014
Elenco dei giocatori convocati per il campionato mondiale 2014.

## Argentina
| N° | Nome               | Ruolo | Data di nascita  | Squadra             |
| -- | ------------------ | ----- | ---------------- | ------------------- |
| -  | Julio Velasco      | All   | 9 febbraio 1952  | -                   |
| 1  | Santiago Darraidou | S     | 24 novembre 1980 | Sarmiento           |
| 2  | Javier Filardi     | S     | 7 febbraio 1980  | UPCN                |
| 3  | Gustavo Porporatto | C     | 5 maggio 1981    | La Unión de Formosa |
| 4  | Sebastián Garrocq  | L     | 27 novembre 1979 | UPCN                |
| 5  | Nicolás Uriarte    | P     | 21 marzo 1990    | Skra Bełchatów      |
| 7  | Facundo Conte      | S     | 25 agosto 1989   | Skra Bełchatów      |
| 9  | Rodrigo Quiroga    | S     | 23 marzo 1987    | VBCE                |
| 10 | José Luis González | S/O   | 27 dicembre 1984 | Bielsko-Bialskie    |
| 11 | Sebastián Solé     | C     | 21 giugno 1991   | Trentino            |
| 14 | Pablo Crer         | C     | 21 giugno 1989   | Callipo             |
| 15 | Luciano De Cecco   | P     | 2 giugno 1988    | Piacenza            |
| 16 | Martín Ramos       | C     | 26 agosto 1991   | UPCN                |
| 20 | Alejandro Toro     | S     | 20 luglio 1989   | Lomas               |
| 21 | Sebastián Closter  | L     | 13 maggio 1989   | Bolívar             |

## Australia
| N° | Nome             | Ruolo | Data di nascita   | Squadra          |
| -- | ---------------- | ----- | ----------------- | ---------------- |
| -  | Jon Uriarte      | All   | 15 ottobre 1961   | -                |
| 1  | Aidan Zingel     | C     | 19 novembre 1990  | BluVolley Verona |
| 3  | Nathan Roberts   | S     | 17 febbraio 1986  | Lugano           |
| 5  | Travis Passier   | C     | 26 aprile 1989    | AIS              |
| 6  | Thomas Edgar     | S/O   | 21 giugno 1989    | LIG Greaters     |
| 7  | Harrison Peacock | P     | 31 gennaio 1991   | AIS              |
| 9  | Adam White       | S     | 8 novembre 1989   | BluVolley Verona |
| 11 | Luke Perry       | L     | 20 novembre 1995  | AIS              |
| 12 | Nehemiah Mote    | C     | 21 giugno 1993    | AIS              |
| 14 | Grigory Sukochev | P     | 18 febbraio 1988  | Klubs Laze-R     |
| 15 | Thomas Douglas   | S     | 16 settembre 1992 | Winnipeg         |
| 16 | Luke Smith       | S     | 30 agosto 1990    | Příbram          |
| 17 | Paul Carroll     | S/O   | 16 maggio 1986    | Charlottenburg   |

## Belgio
| N° | Nome                 | Ruolo | Data di nascita  | Squadra            |
| -- | -------------------- | ----- | ---------------- | ------------------ |
| -  | Dominique Baeyens    | All   | -                | -                  |
| 1  | Bram Van den Dries   | S/O   | 14 agosto 1989   | Beauvais           |
| 2  | Hendrik Tuerlinckx   | S/O   | 1º dicembre 1987 | Roeselare          |
| 3  | Sam Deroo            | S     | 29 aprile 1992   | Modena             |
| 4  | Pieter Coolman       | C     | 24 aprile 1989   | Roeselare          |
| 5  | Frank Depestele      | P     | 3 settembre 1977 | Beauvais           |
| 7  | Gertjan Claes        | S     | 30 marzo 1985    | Roeselare          |
| 8  | Kévin Klinkenberg    | S     | 4 ottobre 1990   | Tours              |
| 9  | Pieter Verhees       | C     | 8 dicembre 1989  | Top Volley Latina  |
| 10 | Simon Van de Voorde  | C     | 19 dicembre 1989 | Jastrzębski Węgiel |
| 11 | Matthijs Verhanneman | S     | 8 dicembre 1988  | Roeselare          |
| 12 | Gert van Walle       | S     | 7 agosto 1987    | Città di Castello  |
| 14 | Bert Derkoningen     | L     | 10 luglio 1982   | Maaseik            |
| 16 | Matthias Valkiers    | P     | 8 aprile 1990    | Maaseik            |
| 18 | Lowie Stuer          | L     | 24 novembre 1995 | Roeselare          |

## Brasile
| N° | Nome                | Ruolo | Data di nascita  | Squadra        |
| -- | ------------------- | ----- | ---------------- | -------------- |
| -  | Bernardo de Rezende | All   | 25 agosto 1959   | Rio de Janeiro |
| 1  | Bruno de Rezende    | P     | 2 luglio 1986    | Modena         |
| 3  | Éder Carbonera      | C     | 19 ottobre 1983  | Sada           |
| 4  | Wallace de Souza    | S/O   | 26 giugno 1987   | Sada           |
| 5  | Sidnei dos Santos   | C     | 9 luglio 1982    | Sesi           |
| 6  | Leandro Vissotto    | S/O   | 30 aprile 1983   | KEPCO Vixtorm  |
| 8  | Murilo Endres       | S     | 3 maggio 1981    | Sesi           |
| 9  | Renan Buiatti       | S/O   | 10 gennaio 1990  | Sesi           |
| 10 | Ricardo Lucarelli   | S     | 14 febbraio 1992 | Sesi           |
| 11 | Felipe da Silva     | L     | 25 agosto 1990   | São Bernardo   |
| 12 | Luiz Fonteles       | S     | 19 giugno 1984   | Fenerbahçe     |
| 16 | Lucas Saatkamp      | C     | 6 marzo 1986     | Sesi           |
| 18 | Maurício Silva      | S     | 4 febbraio 1989  | Minas          |
| 19 | Mário Pedreira      | L     | 3 maggio 1982    | RJ             |
| 20 | Raphael de Oliveira | P     | 14 giugno 1979   | Halkbank       |

## Bulgaria
| N° | Nome                | Ruolo | Data di nascita   | Squadra             |
| -- | ------------------- | ----- | ----------------- | ------------------- |
| -  | Plamen Konstantinov | All   | 14 giugno 1973    | -                   |
| 3  | Andrej Žekov        | P     | 12 marzo 1980     | Tomis Costanza      |
| 4  | Martin Bozhilov     | L     | 11 aprile 1988    | Marek Junion-Ivkoni |
| 5  | Svetoslav Gocev     | C     | 31 agosto 1990    | Friedrichshafen     |
| 6  | Danail Milušev      | S/O   | 3 febbraio 1984   | Spacer's Toulouse   |
| 7  | Miroslav Gradinarov | S     | 10 febbraio 1985  | FC Tokyo            |
| 8  | Todor Skrimov       | S     | 9 gennaio 1990    | Top Volley Latina   |
| 9  | Dobromir Dimitrov   | P     | 7 luglio 1991     | Gabrovo             |
| 12 | Viktor Josifov      | C     | 16 ottobre 1985   | Friedrichshafen     |
| 13 | Teodor Salparov     | L     | 16 agosto 1982    | ASUL Lyon           |
| 14 | Teodor Todorov      | C     | 1º settembre 1989 | Gazprom-Jugra       |
| 15 | Todor Aleksiev      | S     | 21 aprile 1983    | Gazprom-Jugra       |
| 17 | Nikolaj Penčev      | S     | 22 maggio 1992    | Asseco Resovia      |
| 19 | Cvetan Sokolov      | S/O   | 31 dicembre 1989  | Trentino            |
| 22 | Georgi Seganov      | S     | 10 giugno 1993    | CSKA Sofia          |

## Camerun
| N° | Nome               | Ruolo | Data di nascita   | Squadra         |
| -- | ------------------ | ----- | ----------------- | --------------- |
| -  | Peter Nonnenbroich | All   | -                 | -               |
| 1  | Olivier Nongni     | C     | 9 febbraio 1987   | Cameroun Sports |
| 2  | Ahmed Awal         | P     | 23 aprile 1990    | FAP             |
| 3  | Georges Kari       | P     | 13 luglio 1981    | Mende           |
| 6  | Sem Dolegombai     | C     | 18 maggio 1990    | FAP             |
| 7  | Jean Patrice Ndaki | S     | 5 maggio 1979     | Kuwait SC       |
| 8  | Jean Nyabeye       | S     | 1º luglio 1989    | EVBS            |
| 9  | Joseph Herve       | C     | 14 settembre 1988 | Bafia           |
| 10 | Maliki Moussa      | S     | 2 febbraio 1978   | Vendée          |
| 14 | Nathan Wounembaina | S     | 22 novembre 1984  | Chaumont        |
| 15 | Yvan Kody          | S/O   | 25 agosto 1991    | FAP             |
| 16 | Alain Fossi        | L     | 4 novembre 1980   | Pexinois Niort  |
| 17 | Serge Ag           | P     | 22 marzo 1974     | PAD             |
| 18 | David Feughouo     | S/O   | 5 maggio 1989     | Maxéville Nancy |
| 19 | Geoffroy Bassige   | L     | 13 giugno 1984    | FAP             |

## Canada
| N° | Nome                 | Ruolo | Data di nascita   | Squadra           |
| -- | -------------------- | ----- | ----------------- | ----------------- |
| -  | Glenn Hoag           | All   | 12 settembre 1958 | -                 |
| 1  | Tyler Sanders        | P     | 14 dicembre 1991  | Lycurgus          |
| 2  | John Perrin          | S     | 17 agosto 1989    | Arkas             |
| 3  | Daniel Lewis         | L     | 3 aprile 1976     | ZAKSA             |
| 5  | Rudy Verhoeff        | C     | 24 giugno 1989    | Chaumont          |
| 6  | Justin Duff          | C     | 10 maggio 1988    | Jakarta Pertamina |
| 7  | Dallas Soonias       | S/O   | 25 aprile 1984    | Fujian            |
| 8  | Adam Simac           | C     | 9 agosto 1983     | Lugano            |
| 9  | Dustin Schneider     | P     | 27 febbraio 1985  | ZAKSA             |
| 10 | Toontje van Lankvelt | S     | 1º luglio 1984    | ASUL Lyon         |
| 12 | Gavin Schmitt        | S/O   | 27 gennaio 1986   | Arkas             |
| 15 | Frederic Winters     | S     | 25 settembre 1982 | Beijing           |
| 17 | Graham Vigrass       | C     | 17 giugno 1989    | Arago de Sète     |
| 18 | Nicholas Hoag        | S     | 19 agosto 1992    | Tours             |
| 22 | Steven Marshall      | S     | 23 novembre 1989  | Canada            |

## Cina
| N° | Nome           | Ruolo | Data di nascita   | Squadra  |
| -- | -------------- | ----- | ----------------- | -------- |
| -  | Xie Guochen    | All   | -                 | -        |
| 1  | Chen Longhai   | C     | 29 marzo 1991     | Shanghai |
| 3  | Yuan Zhi       | S     | 29 settembre 1981 | Liaoning |
| 6  | Liang Chunlong | C     | 25 marzo 1988     | Liaoning |
| 7  | Zhong Weijun   | S     | 20 aprile 1989    | Bayi     |
| 8  | Cui Jianjun    | S     | 1º agosto 1985    | Henan    |
| 9  | Jiao Shuai     | P     | 28 gennaio 1984   | Henan    |
| 11 | Geng Xin       | C     | 15 novembre 1989  | Shandong |
| 12 | Kong Fanwei    | L     | 4 dicembre 1989   | Liaoning |
| 13 | Kou Zhichao    | S/O   | 26 giugno 1989    | Shandong |
| 14 | Xu Jingtao     | C     | 7 luglio 1988     | Bayi     |
| 15 | Li Runming     | P     | 1º marzo 1990     | Shandong |
| 16 | Ren Qi         | L     | 24 febbraio 1984  | Shanghai |
| 18 | Ji Daoshuai    | S     | 7 febbraio 1992   | Shandong |
| 19 | Fang Yingchao  | S/O   | 3 agosto 1982     | Shanghai |

## Corea del Sud
| N° | Nome            | Ruolo | Data di nascita   | Squadra            |
| -- | --------------- | ----- | ----------------- | ------------------ |
| -  | Park Ki-won     | All   | 25 agosto 1951    | -                  |
| 1  | Song Myung-geun | S     | 12 marzo 1993     | Rush & Cash Vespid |
| 2  | Han Sun-soo     | P     | 16 dicembre 1985  | Korean Air Jumbos  |
| 4  | Shin Yung-suk   | C     | 4 ottobre 1986    | Sangmu             |
| 6  | Lee Min-gyu     | P     | 3 dicembre 1992   | Rush & Cash Vespid |
| 8  | Park Sang-ha    | C     | 4 aprile 1986     | Sangmu             |
| 9  | Kwak Seung-suk  | S     | 23 marzo 1988     | Korean Air Jumbos  |
| 10 | Bu Yong-chan    | L     | 30 novembre 1989  | LIG Greaters       |
| 11 | Choi Min-ho     | C     | 28 aprile 1988    | Hyundai Skywalkers |
| 12 | Jeon Kwang-in   | S     | 18 settembre 1991 | KEPCO Vixtorm      |
| 13 | Park Chul-woo   | S/O   | 25 luglio 1985    | Samsung Bluefangs  |
| 17 | Seo Jae-duck    | S     | 21 luglio 1989    | KEPCO Vixtorm      |
| 19 | Jeong Min-su    | L     | 5 ottobre 1991    | Woori Card Hansae  |

## Cuba
| N° | Nome             | Ruolo | Data di nascita  | Squadra          |
| -- | ---------------- | ----- | ---------------- | ---------------- |
| -  | Rodolfo Sánchez  | All   | -                | -                |
| 2  | Inovel Romero    | S     | 28 gennaio 1995  | Ciego de Ávila   |
| 3  | Ricardo Calvo    | P     | 2 ottobre 1996   | Villa Clara      |
| 4  | Javier Jiménez   | S     | 16 novembre 1989 | Matanzas         |
| 5  | Leandro Macías   | P     | 13 febbraio 1990 | Santiago de Cuba |
| 6  | Keibel Gutiérrez | L     | 6 maggio 1987    | Villa Clara      |
| 8  | Rolando Cepeda   | S     | 13 marzo 1989    | Sancti Spíritus  |
| 9  | Liván Osoria     | S/O   | 5 febbraio 1994  | Santiago de Cuba |
| 12 | Abrahan Alfonso  | S     | 23 febbraio 1995 | Ciudad Habana    |
| 13 | David Fiel       | C     | 28 agosto 1993   | Ciudad Habana    |
| 16 | Isbel Mesa       | C     | 2 giugno 1989    | Ciudad Habana    |
| 17 | Félix Chapman    | C     | 5 ottobre 1996   | Mayabeque        |
| 20 | Osmany Uriarte   | S     | 4 giugno 1995    | Sancti Spíritus  |

## Egitto
| N° | Nome               | Ruolo | Data di nascita  | Squadra  |
| -- | ------------------ | ----- | ---------------- | -------- |
| -  | Ibrahim Fakhreldin | All   | -                | -        |
| 1  | Saleh Youssef      | S     | 25 luglio 1982   | Zamalek  |
| 2  | Islam Abdelkader   | S/O   | 9 febbraio 1994  | El Gaish |
| 3  | Ahmed El Sayed     | P     | 14 gennaio 1991  | Zamalek  |
| 4  | Ahmed Abdelhay     | S     | 19 agosto 1984   | Al-Ahly  |
| 6  | Mamdouh Abdelrehim | C     | 5 agosto 1989    | Al-Ahly  |
| 8  | Mohamed Thakil     | S     | 12 luglio 1986   | Al-Ahly  |
| 9  | Rashad Atia        | C     | 2 settembre 1986 | Zamalek  |
| 12 | Hossam Abdalla     | P     | 16 febbraio 1988 | Al-Ahly  |
| 13 | Mohamed Badawy     | S     | 11 gennaio 1986  | Zamalek  |
| 15 | Ahmed Elkotb       | S     | 23 luglio 1991   | Al-Ahly  |
| 19 | Mohamed Moawad     | L     | 26 agosto 1987   | Al-Ahly  |
| 20 | Abd Elhalim        | C     | 3 giugno 1989    | Al-Ahly  |

## Finlandia
| N° | Nome                | Ruolo | Data di nascita   | Squadra           |
| -- | ------------------- | ----- | ----------------- | ----------------- |
| -  | Tuomas Sammelvuo    | All   | 16 febbraio 1976  | -                 |
| 2  | Eemi Tervaportti    | P     | 26 luglio 1989    | Roeselare         |
| 3  | Mikko Esko          | P     | 30 settembre 1978 | Nižnij Novgorod   |
| 4  | Lauri Kerminen      | L     | 18 gennaio 1993   | Kokkolan Tiikerit |
| 5  | Antti Siltala       | S     | 14 marzo 1984     | Gazélec Ajaccio   |
| 6  | Niklas Seppänen     | S     | 30 giugno 1993    | Kokkolan Tiikerit |
| 9  | Tommi Siirilä       | C     | 15 marzo 1988     | Pielaveden Sampo  |
| 10 | Urpo Sivula         | S/O   | 8 novembre 1977   | Arkas             |
| 11 | Timo Tolvanen       | L     | 8 novembre 1977   | Pielaveden Sampo  |
| 12 | Olli Kunnari        | S     | 2 febbraio 1982   | Vammalan          |
| 13 | Mikko Oivanen       | S/O   | 26 maggio 1986    | Fujian            |
| 14 | Konstantin Shumov   | C     | 15 febbraio 1985  | Unterhaching      |
| 15 | Matti Oivanen       | C     | 26 maggio 1986    | AZS Olsztyn       |
| 16 | Olli-Pekka Ojansivu | S/O   | 31 dicembre 1987  | Kokkolan Tiikerit |
| 18 | Jukka Lehtonen      | C     | 22 febbraio 1982  | Lugano            |

## Francia
| N° | Nome              | Ruolo | Data di nascita   | Squadra            |
| -- | ----------------- | ----- | ----------------- | ------------------ |
| -  | Laurent Tillie    | All   | 1º dicembre 1963  | -                  |
| 1  | Jonas Aguenier    | C     | 28 aprile 1992    | Nantes             |
| 2  | Jenia Grebennikov | L     | 13 agosto 1990    | Friedrichshafen    |
| 4  | Antonin Rouzier   | S/O   | 18 agosto 1986    | Piemonte           |
| 6  | Benjamin Toniutti | P     | 30 ottobre 1989   | Porto Robur Costa  |
| 7  | Kévin Tillie      | S     | 2 novembre 1990   | Porto Robur Costa  |
| 9  | Earvin N'Gapeth   | S     | 12 febbraio 1991  | Modena             |
| 10 | Kévin Le Roux     | C/O   | 11 maggio 1989    | Piacenza           |
| 14 | Nicolas Le Goff   | C     | 15 febbraio 1992  | Montpellier        |
| 15 | Samuel Tuia       | S     | 24 luglio 1986    | Skra Bełchatów     |
| 16 | Nicolas Maréchal  | S     | 4 marzo 1987      | Jastrzębski Węgiel |
| 17 | Franck Lafitte    | C     | 8 marzo 1989      | Montpellier        |
| 18 | Yoann Jaumel      | P     | 16 settembre 1987 | Gazélec Ajaccio    |
| 19 | Nicolas Rossard   | L     | 23 maggio 1990    | Arago de Sète      |
| 21 | Mory Sidibé       | S/O   | 17 giugno 1987    | Paris              |

## Germania
| N° | Nome              | Ruolo | Data di nascita  | Squadra              |
| -- | ----------------- | ----- | ---------------- | -------------------- |
| -  | Vital Heynen      | All   | 12 giugno 1969   | Łuczniczka Bydgoszcz |
| 1  | Christian Fromm   | S     | 15 agosto 1990   | Città di Castello    |
| 2  | Markus Steuerwald | L     | 7 marzo 1989     | Paris                |
| 3  | Sebastian Schwarz | S     | 2 ottobre 1985   | Unterhaching         |
| 5  | Sebastian Kühner  | P     | 15 marzo 1987    | Charlottenburg       |
| 6  | Denys Kaliberda   | S     | 24 giugno 1990   | Piacenza             |
| 7  | Dirk Westphal     | S     | 31 gennaio 1986  | Czarni Radom         |
| 8  | Marcus Böhme      | C     | 25 agosto 1985   | Unterhaching         |
| 9  | György Grozer     | S/O   | 27 novembre 1984 | Belogor'e            |
| 10 | Jochen Schöps     | S/O   | 8 ottobre 1983   | Asseco Resovia       |
| 11 | Lukas Kampa       | P     | 29 novembre 1986 | Modena               |
| 12 | Ferdinand Tille   | L     | 8 dicembre 1988  | Unterhaching         |
| 15 | Tim Broshog       | C     | 2 dicembre 1987  | Moerser              |
| 16 | Max Günthör       | C     | 9 agosto 1985    | Unterhaching         |
| 18 | Michael Andrei    | C     | 6 agosto 1985    | Saint-Nazaire        |

## Iran
| N° | Nome                 | Ruolo | Data di nascita   | Squadra            |
| -- | -------------------- | ----- | ----------------- | ------------------ |
| -  | Slobodan Kovač       | All   | 13 settembre 1967 | Sir Safety Perugia |
| 1  | Shahram Mahmoudi     | S/O   | 20 luglio 1988    | Matin Varamin      |
| 2  | Milad Ebadipour      | S     | 17 ottobre 1993   | Kalleh Mazandaran  |
| 3  | Saman Faezi          | C     | 23 agosto 1991    | Paykan             |
| 4  | Saeid Marouf         | P     | 20 ottobre 1985   | Matin Varamin      |
| 5  | Farhad Ghaemi        | S     | 28 agosto 1989    | Barij Essence      |
| 6  | Mohammad Mousavi     | C     | 22 agosto 1987    | Matin Varamin      |
| 7  | Pourya Fayazi        | S     | 12 gennaio 1993   | Urmia              |
| 8  | Farhad Zarif         | L     | 3 marzo 1983      | Kalleh Mazandaran  |
| 9  | Adel Gholami         | C     | 9 febbraio 1986   | Kalleh Mazandaran  |
| 10 | Amir Ghafour         | S/O   | 6 giugno 1991     | Barij Essence      |
| 12 | Mojtaba Mirzajanpour | S     | 7 ottobre 1991    | Matin Varamin      |
| 13 | Mehdi Mahdavi        | P     | 13 febbraio 1984  | Barij Essence      |
| 15 | Armin Tashakori      | C     | 8 dicembre 1986   | Kalleh Mazandaran  |
| 16 | Abdolreza Alizadeh   | L     | 19 febbraio 1987  | Urmia              |

## Italia
| N° | Nome               | Ruolo | Data di nascita   | Squadra            |
| -- | ------------------ | ----- | ----------------- | ------------------ |
| -  | Mauro Berruto      | All   | 8 maggio 1959     | -                  |
| 2  | Jiří Kovář         | S     | 10 aprile 1989    | Lube               |
| 3  | Simone Parodi      | S     | 16 giugno 1986    | Lube               |
| 4  | Luca Vettori       | S/O   | 26 aprile 1991    | Piacenza           |
| 7  | Salvatore Rossini  | L     | 13 luglio 1986    | Top Volley Latina  |
| 9  | Ivan Zaytsev       | S/O   | 2 ottobre 1988    | Lube               |
| 10 | Filippo Lanza      | S     | 3 marzo 1991      | Trentino           |
| 11 | Simone Buti        | C     | 19 settembre 1983 | Sir Safety Perugia |
| 13 | Dragan Travica     | P     | 28 agosto 1986    | Belogor'e          |
| 14 | Matteo Piano       | C     | 24 ottobre 1990   | Città di Castello  |
| 15 | Emanuele Birarelli | C     | 8 febbraio 1981   | Trentino           |
| 16 | Michele Baranowicz | P     | 5 agosto 1989     | Lube               |
| 18 | Giulio Sabbi       | S/O   | 10 agosto 1989    | Molfetta           |
| 19 | Simone Anzani      | C     | 24 febbraio 1992  | BluVolley Verona   |
| 20 | Massimo Colaci     | L     | 21 febbraio 1985  | Trentino           |

## Messico
| N° | Nome             | Ruolo | Data di nascita   | Squadra     |
| -- | ---------------- | ----- | ----------------- | ----------- |
| -  | Sergio Hernández | All   | -                 | -           |
| 1  | Daniel Vargas    | S/O   | 1º settembre 1986 | Pumas UNAM  |
| 4  | Gustavo Meyer    | S     | 3 ottobre 1979    | Pumas UNAM  |
| 5  | Jesús Rangel     | L     | 20 settembre 1980 | Halcones DF |
| 7  | Jorge Quiñones   | S     | 13 novembre 1981  | Guanajuato  |
| 8  | Edgar Herrera    | S     | 22 gennaio 1988   | Colima      |
| 9  | Carlos Guerra    | S     | 3 agosto 1981     | Chênois     |
| 10 | Pedro Rangel     | P     | 16 settembre 1988 | Moerser     |
| 11 | Jorge Barajas    | S     | 7 maggio 1991     | Tigres UANL |
| 13 | Samuel Cordova   | C     | 13 marzo 1989     | Colima      |
| 14 | Tomás Aguilera   | C     | 15 novembre 1988  | Chihuahua   |
| 15 | Martín Petris    | S     | 23 luglio 1990    | Halcones DF |
| 16 | Jesús Perales    | P     | 22 dicembre 1993  | Halcones DF |
| 17 | Nestor Orellana  | S/O   | 7 gennaio 1992    | Tigres UANL |
| 20 | Julian Duarte    | S     | 19 giugno 1994    | Sonora      |

## Polonia
| N° | Nome               | Ruolo | Data di nascita   | Squadra            |
| -- | ------------------ | ----- | ----------------- | ------------------ |
| -  | Stéphane Antiga    | All   | 3 febbraio 1976   | -                  |
| 1  | Piotr Nowakowski   | C     | 18 dicembre 1987  | Asseco Resovia     |
| 2  | Michał Winiarski   | S     | 28 settembre 1983 | Fakel              |
| 3  | Dawid Konarski     | S/O   | 31 agosto 1989    | Asseco Resovia     |
| 5  | Paweł Zagumny      | P     | 18 ottobre 1977   | ZAKSA              |
| 7  | Karol Kłos         | C     | 8 agosto 1989     | Skra Bełchatów     |
| 8  | Andrzej Wrona      | C     | 27 dicembre 1988  | Skra Bełchatów     |
| 10 | Mariusz Wlazły     | S/O   | 4 agosto 1983     | Skra Bełchatów     |
| 11 | Fabian Drzyzga     | P     | 3 gennaio 1990    | Asseco Resovia     |
| 13 | Michał Kubiak      | S     | 23 febbraio 1988  | Jastrzębski Węgiel |
| 16 | Krzysztof Ignaczak | L     | 15 maggio 1978    | Asseco Resovia     |
| 17 | Paweł Zatorski     | L     | 21 giugno 1990    | Skra Bełchatów     |
| 18 | Marcin Możdżonek   | C     | 9 febbraio 1985   | ZAKSA              |
| 20 | Mateusz Mika       | S     | 21 gennaio 1991   | Montpellier        |
| 21 | Rafał Buszek       | S     | 28 aprile 1987    | AZS Olsztyn        |

## Porto Rico
| N° | Nome              | Ruolo | Data di nascita  | Squadra              |
| -- | ----------------- | ----- | ---------------- | -------------------- |
| -  | David Alemán      | All   | -                | -                    |
| 1  | José Rivera       | S     | 2 luglio 1977    | Gigantes de Carolina |
| 2  | Edgardo Goás      | P     | 27 gennaio 1989  | Budaŭnik Minsk       |
| 4  | Dennis Del Valle  | L     | 27 gennaio 1989  | Mets de Guaynabo     |
| 5  | Roberto Muñiz     | C     | 11 giugno 1980   | Capitanes de Arecibo |
| 10 | Ezequiel Cruz     | S     | 15 luglio 1986   | Mets de Guaynabo     |
| 11 | Maurice Torres    | O     | 6 luglio 1991    | Montpellier          |
| 12 | Héctor Soto       | S     | 26 giugno 1978   | Mets de Guaynabo     |
| 14 | Mannix Román      | C     | 17 gennaio 1983  | Indios de Mayagüez   |
| 16 | Jackson Rivera    | S     | 19 agosto 1987   | Mets de Guaynabo     |
| 17 | Pedrito Sierra    | C     | 21 luglio 1989   | Cariduros de Fajardo |
| 19 | Jean Carlos Ortíz | O     | 23 febbraio 1988 | Mets de Guaynabo     |
| 20 | Fernando Morales  | P     | 4 febbraio 1982  | Mets de Guaynabo     |

## Russia
| N° | Nome               | Ruolo | Data di nascita  | Squadra               |
| -- | ------------------ | ----- | ---------------- | --------------------- |
| -  | Andrej Voronkov    | All   | 19 maggio 1967   | -                     |
| 2  | Sergej Makarov     | P     | 28 marzo 1980    | Kuzbass               |
| 3  | Nikolaj Apalikov   | C     | 26 agosto 1982   | Zenit-Kazan           |
| 5  | Sergej Grankin     | P     | 21 gennaio 1985  | Dinamo Mosca          |
| 7  | Nikolaj Pavlov     | S/O   | 22 maggio 1982   | Nižnij Novgorod       |
| 8  | Denis Birjukov     | S     | 8 dicembre 1988  | Dinamo Mosca          |
| 9  | Aleksej Spiridonov | S     | 26 giugno 1988   | Fakel                 |
| 10 | Sergej Savin       | S     | 7 ottobre 1988   | Nižnij Novgorod       |
| 11 | Andrej Aščev       | C     | 10 maggio 1983   | Dinamo Krasnodar      |
| 13 | Dmitrij Muserskij  | C     | 29 ottobre 1988  | Belogor'e             |
| 14 | Artëm Vol'vič      | C     | 22 gennaio 1990  | Lokomotiv Novosibirsk |
| 15 | Dmitrij Il'inych   | S     | 31 gennaio 1987  | Belogor'e             |
| 18 | Pavel Moroz        | S/O   | 26 febbraio 1987 | Lokomotiv Novosibirsk |
| 20 | Artëm Ermakov      | L     | 16 marzo 1982    | Dinamo Mosca          |
| 21 | Valentin Golubev   | L     | 3 maggio 1992    | Lokomotiv Novosibirsk |

## Serbia
| N° | Nome                    | Ruolo | Data di nascita  | Squadra            |
| -- | ----------------------- | ----- | ---------------- | ------------------ |
| -  | Igor Kolaković          | All   | 4 giugno 1964    | Cannes             |
| 1  | Nikola Kovačević        | S     | 14 febbraio 1983 | BluVolley Verona   |
| 2  | Uroš Kovačević          | S     | 6 maggio 1993    | Modena             |
| 3  | Marko Ivović            | S     | 22 dicembre 1990 | Paris              |
| 4  | Nemanja Petrić          | S     | 28 luglio 1987   | Sir Safety Perugia |
| 5  | Vlado Petković          | P     | 6 gennaio 1983   | Urmia              |
| 7  | Dragan Stanković        | C     | 18 ottobre 1985  | Lube               |
| 9  | Nikola Jovović          | P     | 13 febbraio 1992 | Friedrichshafen    |
| 10 | Miloš Nikić             | S     | 31 marzo 1986    | Nižnij Novgorod    |
| 14 | Aleksandar Atanasijević | S/O   | 4 settembre 1991 | Sir Safety Perugia |
| 15 | Saša Starović           | S/O   | 19 ottobre 1988  | Top Volley Latina  |
| 17 | Neven Majstorović       | S     | 17 marzo 1989    | Partizan           |
| 18 | Marko Podraščanin       | C     | 29 agosto 1987   | Lube               |
| 19 | Nikola Rosić            | L     | 5 agosto 1984    | Tomis Costanza     |
| 20 | Srećko Lisinac          | C     | 17 maggio 1992   | Charlottenburg     |

## Stati Uniti
| N° | Nome               | Ruolo | Data di nascita  | Squadra              |
| -- | ------------------ | ----- | ---------------- | -------------------- |
| -  | John Speraw        | All   | -                | -                    |
| 1  | Matthew Anderson   | S     | 14 aprile 1987   | Zenit-Kazan          |
| 3  | Taylor Sander      | S     | 17 marzo 1992    | Brigham Young        |
| 4  | David Lee          | C     | 8 marzo 1982     | Shanghai             |
| 6  | Paul Lotman        | S     | 3 novembre 1985  | Asseco Resovia       |
| 7  | Kawika Shoji       | P     | 11 novembre 1987 | Charlottenburg       |
| 10 | Antonio Ciarelli   | S     | 13 aprile 1990   | Stati Uniti          |
| 11 | Micah Christenson  | P     | 8 maggio 1993    | Southern California  |
| 15 | Carson Clark       | S/O   | 20 gennaio 1989  | Łuczniczka Bydgoszcz |
| 17 | Maxwell Holt       | C     | 12 marzo 1987    | Dinamo Mosca         |
| 18 | Garrett Muagututia | S     | 26 febbraio 1988 | Łuczniczka Bydgoszcz |
| 19 | Alfredo Reft       | L     | 15 dicembre 1982 | Stati Uniti          |
| 20 | David Smith        | C     | 15 maggio 1985   | Tours                |
| 21 | Nicholas Vogel     | C     | 5 febbraio 1990  | Bühl                 |
| 22 | Erik Shoji         | L     | 24 agosto 1989   | Tirol                |

## Tunisia
| N° | Nome               | Ruolo | Data di nascita   | Squadra              |
| -- | ------------------ | ----- | ----------------- | -------------------- |
| -  | Fethi Mkaouar      | All   | -                 | -                    |
| 2  | Ahmed Kadhi        | C     | 19 aprile 1989    | Étoile du Sahel      |
| 4  | Marouen Garci      | S/O   | 21 marzo 1988     | Étoile du Sahel      |
| 5  | Samir Sellami      | P     | 13 luglio 1977    | Sfaxien              |
| 6  | Mohamed Miladi     | S     | 12 maggio 1991    | Olympique de Kélibia |
| 7  | Ilyès Karamosli    | S     | 22 agosto 1989    | Espérance de Tunis   |
| 10 | Hamza Nagga        | S/O   | 29 maggio 1990    | Étoile du Sahel      |
| 11 | Ismaïl Moalla      | S     | 30 gennaio 1990   | Sfaxien              |
| 12 | Anouer Taouerghi   | L     | 17 agosto 1983    | Sfaxien              |
| 15 | Hichem Kaâbi       | S/O   | 13 settembre 1986 | Espérance de Tunis   |
| 16 | Khaled Ben Slimene | P     | 14 dicembre 1994  | Olympique de Kélibia |
| 20 | Omar Agrebi        | C     | 26 agosto 1992    | Sfaxien              |
| 21 | Nabil Miladi       | C     | 28 febbraio 1988  | Espérance de Tunis   |

## Venezuela
| N° | Nome              | Ruolo | Data di nascita   | Squadra              |
| -- | ----------------- | ----- | ----------------- | -------------------- |
| -  | Vincenzo Nacci    | All   | 15 aprile 1965    | -                    |
| 1  | Régulo Briceño    | L     | 13 febbraio 1989  | Aragua VC            |
| 3  | Fernando González | S     | 30 giugno 1989    | Chubut               |
| 4  | Héctor Mata       | L     | 27 gennaio 1993   | Anzoátegui           |
| 5  | Emerson Rodriguez | S     | 2 febbraio 1993   | Distrito Capital     |
| 6  | Carlos Paez       | P     | 9 novembre 1991   | Carabobo             |
| 8  | Héctor Salerno    | S     | 18 giugno 1991    | Aragua VC            |
| 9  | José Carrasco     | P     | 20 maggio 1989    | Yaracuy              |
| 10 | Kervin Piñerúa    | S/O   | 22 febbraio 1991  | Prievidza            |
| 11 | Ernardo Gómez     | S     | 30 luglio 1982    | Huracanes de Bolívar |
| 12 | Jhoser Contreras  | S     | 4 aprile 1991     | Zulia                |
| 13 | Jesus Chourio     | C     | 2 gennaio 1991    | Zulia                |
| 14 | Maximo Montoya    | S     | 26 giugno 1989    | Apure                |
| 17 | Daniel Escobar    | C     | 10 luglio 1990    | Vikingos de Miranda  |
| 18 | Fredy Cedeño      | C     | 10 settembre 1981 | Almería              |